# Racconti del grottesco e dell'arabesco
I Racconti del grottesco e dell'arabesco (Tales of the Grotesque and Arabesque) è una celebre raccolta di brevi racconti di Edgar Allan Poe, in precedenza editi su varie riviste, pubblicata nel 1840 da Lea & Blanchard: l'edizione originale uscì in due volumi.
L'editore, che intendeva sfruttare il successo di Il crollo della casa degli Usher, non versò alcun diritto all'autore, che venne liquidato con 20 copie gratuite del libro.

## Contenuto della raccolta

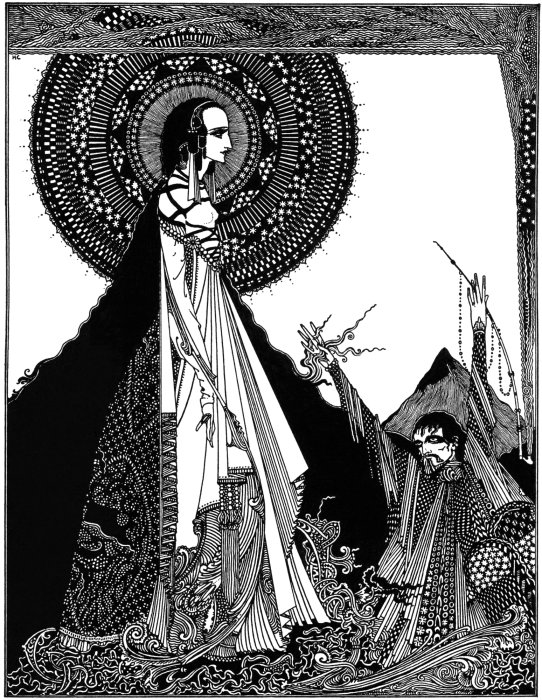
Ligeia raffigurata da Harry Clarke (1919)

L'opera è suddivisa in due volumi, profondamente legati al tema del terrore e del gotico.
Il primo volume si prefigge il compito di illustrare il nuovo stile prosaico del gotico, ossia un miscuglio di fantastico e di revival medievale, nonché "grottesco e arabesco" (la passione per i misteri delle culture medio-orientali), collegato strettamente e fenomeni inspiegabili e fantastici che coinvolgono i protagonisti delle varie storie. Tale fenomeno, nello stile di Poe, si collega sempre a fatti comici, che sconfinano nell'orrore e nel turbamento, come la raffigurazione fantastica della famiglia del Re Peste (personificazione della peste nera nel '300), che invita a banchetto due marinai inglesi. Tali storie hanno la particolarità "gotica" dell'ambientazione nel Medioevo o in luoghi fantastici del Medio-Oriente, come Gerusalemme o la lontana India, e Poe sapientemente collega vari misteri e curiosità delle leggende popolari e di fattori mistici e ricercati di tali culture al tema dell'omicidio, della morte e dell'inconscio umano.
- Primo volume: storie ambientate nell'epoca contemporanea o in scenari fantastici, che mostrano il tema del gotico e del grottesco. Rappresentazioni del gotico e del terrore sono presenti nel Crollo della casa degli Usher e in Morella. In queste storie Poe evidenzia l'impossibilità del protagonista di reagire con ragionamenti filosofici e razionali di fronte a eventi soprannaturali, come morti misteriose e improvvise apparizioni degli spiriti di defunti, come ad esempio Morella. Poe si sofferma sulla descrizione di malattie particolari dell'epoca, come il vaiolo e la tubercolosi, che portano al deperimento mentale e fisico, e dopo la morte traccia il ritratto del protagonista che crolla nella paura più completa e in manifestazioni di delirio dell'elemento subconscio della sua psiche; fino alla svolta finale della tragedia, in cui lo spirito, tornato per tormentare il protagonista, lo uccide. Altre storie invece rappresentano scene di morte perpetrate da personaggi buffi, grotteschi e deformi, come giullari e stregoni, spinti sempre dal movente della follia, oppure comandati da entità sovrannaturali superiori, come il Demonio.

- Secondo volume: il secondo volume tende più a rappresentare la condizione dell'immaginifico e dell'"arabesco". Poe articola lo stile asciutto e particolarmente descrittivo con note personali di cultura generale, riguardante ovviamente le culture antiche e orientali, nonché occidentali e medievali, per dare maggior risalto al racconto. Vengono descritti scenari fantastici, come giardini, templi antichi, ma anche case abbandonate, cottage e cimiteri, dove si perpetrano le articolate vicende dei personaggi. Gli scenari sono a tinte fosche, e i protagonisti, anche fate e spiriti benevoli, hanno un accenno di malizia e crudeltà che li conduce a compiere in ogni modo il male. Tale male a volte si rivelerà purificatorio per i protagonisti stessi, caduti in disgrazia spirituale, come Hans Pfaal e Conversazione tra Eiros e Ciarmion. Quest'ultimo è in dialogo filosofico, in cui i due spiriti, amanti, si interrogano sull'irreversibilità della morte, ma anche sul motivo che li ha condotti alla fine della vita terrena, quando entrambi si amavano, senza dissidi, arrivando alla conclusione che la Terra è maledetta e presto arriverà il Giudizio Universale.

Lo stile di Poe è asciutto e ricco di quella cultura ottocentesca di mescolare sapienza, filosofia e curiosità di culture di altri paesi, per far immedesimare meglio il lettore nelle storie ambientate nell'Oriente o in scenari fantastici. Le storie alternano scene di comico e di grottesco, fino a raggiungere momenti di massima tensione in sequenze di omicidio, o di terrore puro nei momenti tragici di morte, quando i protagonisti entrano a contatto con spiriti demoniaci. Alcuni racconti, come Dialogo di Eiros e Charmion, sono dei veri e propri dialoghi filosofici che si interrogano sulla natura umana, sul perché dell'esistenza dell'uomo sulla terra, e di cosa si provi dopo la morte, evocando il passato. Ciò ha portato la critica a definire il mescolato stile alternato di Poe come "gotico". Lo stile è accentuato dalla presenza dei luoghi tipici del genere, come paesaggi medievali oscuri, cattedrali abbandonate e spiriti mostruosi della religione cristiana e non, e soprattutto la facilità del protagonista di entrare in situazioni di delirio e follia così facilmente, in modo da rappresentare le passioni e le paure più morbose e nascoste dell'animo umano.

## Lista dei racconti

### Vol. I
- Morella
- Lionizing (I leoni o Mondanità)
- William Wilson
- The Man That Was Used Up (L'uomo finito)
- The Fall of the House of Usher (La caduta della casa degli Usher)
- The Duc de L'Omelette (Il duca de l'Omelette)
- MS. Found in a Bottle (Manoscritto trovato in una bottiglia)
- Bon-Bon
- Shadow: A Parable (Ombra. Una parabola)
- The Devil in the Belfry (Il diavolo nel campanile)
- Ligeia
- King Pest: A Tale Containing an Allegory (Re Peste. Un racconto contenente un'allegoria)
- The Signora Zenobia (Miss Zenobia o Come scrivere un articolo alla Blackwood)
- A Predicament (La falce del tempo o Una situazione imbarazzante)[2]

### Vol. II
- Four Beasts in One (Quattro bestie in una)
- Silence: A fable (Silenzio. Una favola)
- The Unparalleled Adventure of One Hans Pfaall (L'incomparabile avventura di un certo Hans Pfaall)
- A Tale of Jerusalem (Una storia di Gerusalemme)
- Von Jung (Von Jung o Mistificazione)
- Loss of Breath (Perdita di fiato)
- Metzengerstein
- Berenice
- Why the Little Frenchman Wears His Hand in a Sling (Perché il francesino porta la mano al collo)
- The Visionary or The Assignation (Il visionario o L'appuntamento)
- The Conversation of Eiros and Charmion (Conversazione tra Eiros e Ciarmion)
- Appendice